# Pantera (камуфляж)
Wz. 93 Pantera (пол. wz. 93 Pantera, від пол. wzior 93 Pantera — дослівно візерунок-93 «Пантера») — деформаційний військовий камуфляж Збройних сил Польщі, прийнятий на озброєння в 1993 році на заміну камуфляжу wz. 89 Puma. Крім зміни візерунка, він відрізняється від камуфляжу Puma значно більшою контрастністю між кольорами, що забезпечує кращий деформаційний ефект.

## Історія
Камуфляж wz. 93 Pantera було розроблено в 1993 році для польських сил спецпризначення JW GROM. Після того, в цьому ж році президент Лех Валенса з'явився на військових навчаннях у камуфляжі GROM, його було запроваджено для всіх видів Збройних сил Польщі.
Перше використання камуфляжу в бойових умовах відбулось під час участі польських військових в складі Охоронних сил ООН (UNPROFOR) протягом Югославських війн.
На початку XXI століття, у зв'язку з залученням польських збройних сил до міжнародних операцій в посушливих регіонах (Ірак та Афганістан), було вирішено розробити пустельну версію камуфляжу wz. 93 Pantera. Ця версія зберігає той самий базовий візерунок, але використовує іншу колірну гаму.
Крім одностроїв, камуфляж wz. 93 Pantera використовується для особистого спорядження, зокрема для бронежилетів, рюкзаків або чохлів на каски.

## Візерунок
Камуфляж wz. 93 Pantera складається з 4-х кольорів, які є досить вдалим аналогом кольорів лісистих місцевостей Східної Європи. Оливковий фон візерунка є найсвітлішим кольором камуфляжу і він займає його найбільшу площу. Цей колір є імітацією трави та свіжої молодої рослинності. На оливковому фоні розміщені нерегулярні «амебоподібні» плями трьох кольорів. Темно-зелені плями нагадують темне листя дерев і кущів. Коричневі плями імітують старе листя, кору дерев, лісову підстилку або землю. Чорні плями, найбільш контрастні, імітують тіні й темні елементи лісового середовища. Геометрія форм плям дуже схожа, м'яка і не створює чіткого вертикального або горизонтального напрямку.

## Версії

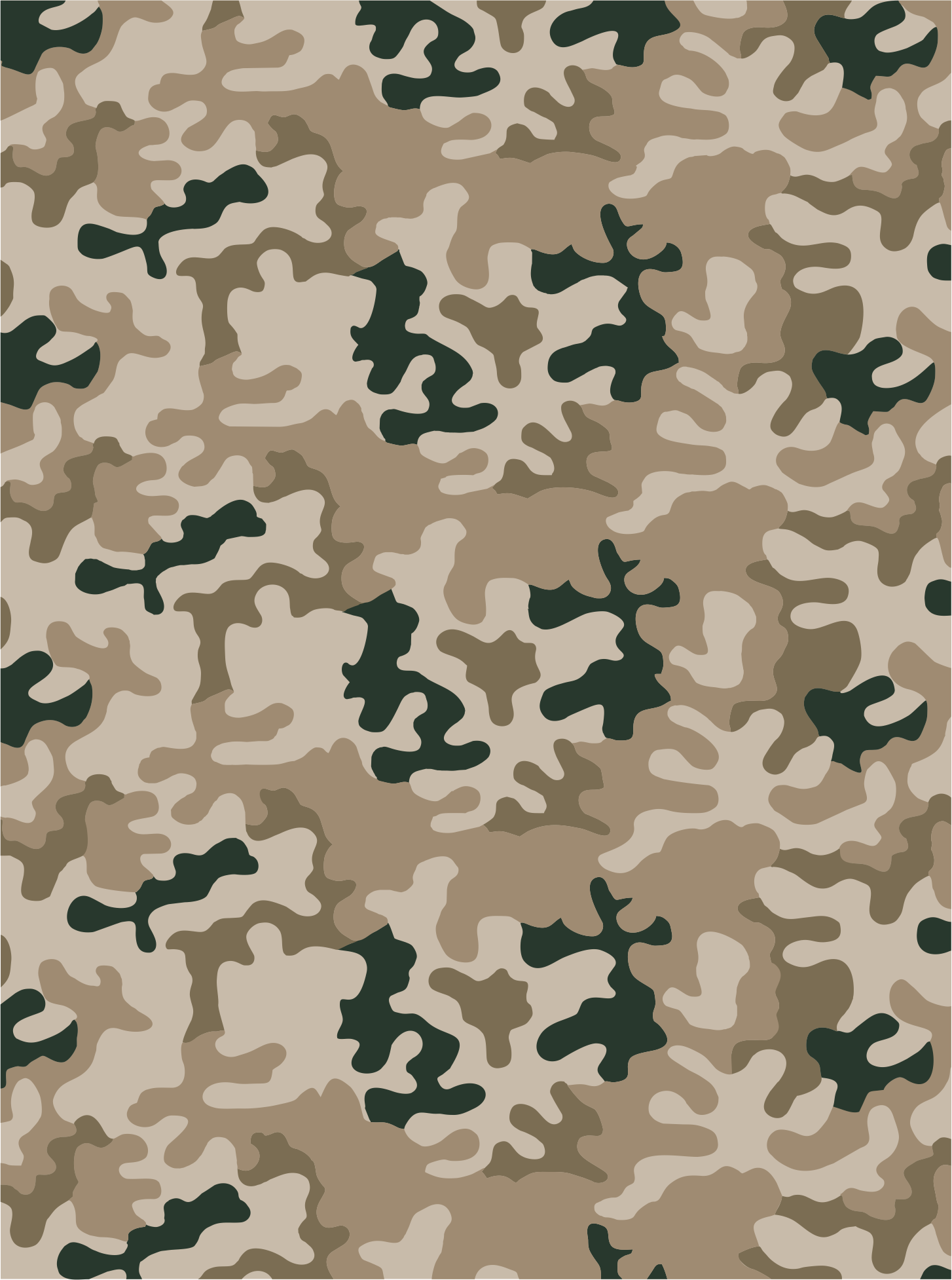
Пустельна версія камуфляжу Pantera

Пустельна версія wz. 93 Pantera використовуваний в гірських районах Афганістану або Іраку, — вона складається з того ж візерунка, але в іншій колірній гамі, адаптованій до навколишнього середовища з невеликою кількістю рослинності. В пустельній версії камуфляжу переважають світлі кольори, що нагадують головний компонент навколишнього посушливого середовища — пісок. Це також важливо при відбитті сонячних променів, тому що в спекотних регіонах світлі кольори тканин нагріваються набагато менше темної лісової версії камуфляжу wz. 93 Pantera.

## Користувачі
- Польща: прийнято на озброєння ЗС Польщі в 1993 році й використовується дотепер. Також використовується Прикордонною службою Польщі та Службою державної охорони Польщі (Służba Ochrony Państwa).
- Україна: невідома кількість одностроїв та обладнання з камуфляжем Пантера були передані Україні у 2014 році, а також після російського вторгнення в Україну у 2022 році[4][5].